# Bronco Billy
Bronco Billy – amerykański western z elementami komediodramatu z 1980 roku.

## Główne role
- Clint Eastwood – Bronco Billy
- Sondra Locke – Antoinette Lily
- Geoffrey Lewis – John Arlington
- Scatman Crothers – Doc Lynch
- Bill McKinney – Lefty LeBow
- Sam Bottoms – Leonard James
- Dan Vadis – Wódz Big Eagle
- Sierra Pecheur – Lorraine Running Water
- Walter Barnes – Szeryf Dix
- Woodrow Parfrey – Dr Canterbury
- Beverlee McKinsey – Irene Lily
- Doug McGrath – Porucznik Wiecker

## Fabuła
Bronco Billy prowadzi rewię z programem Dzikiego Zachodu. Niestety, od pół roku interes źle idzie. Nie ma pieniędzy nawet na wypłaty. Na stacji benzynowej Bronco poznaje Antoinette Lily, którą mąż zostawił w noc poślubną bez niczego. Zbuntowana kobieta przypada do gustu Billy'emu, który zatrudnia ją jako swoją asystentkę...

## Nagrody i nominacje
Złota Malina 1980
- Najgorsza aktorka – Sondra Locke (nominacja)